# Oskar Picht
Oskar Picht (Pasewalk, 27 de mayo de 1871-Rehbrücke, 15 de agosto de 1945) fue un educador de ciegos alemán, el inventor de una máquina de escritura braille.

## Biografía
Fue el hijo del maestro panadero Wilhelm Picht y su esposa Hermine. Su casa natal estaba en la Marktstraße 3 de Pasewalk, resultó destruida en abril de 1945. Estudió en la escuela municipal de Pasewalk y más tarde en el instituto masculino. De 1886 a 1891 asistió a la escuela estatal de magisterio de Police.
A partir de 1891, fue maestro en Marienthal durante tres años, y después en Bahn, en el distrito de Greifenhagen. Picht decidió entonces convertirse en profesor de ciegos. Adquirió los conocimientos necesarios en el Instituto Estatal de Ciegos de Berlín-Steglitz entre 1897 y 1899. Tras completar su formación, trabajó allí durante varios años: en 1899 fue contratado como profesor y se convirtió en su bibliotecario. Como tal, interesó a un gran número de personas –con el tiempo hasta 500– en la impresión manual de libros en Braille.
En 1899, desarrolló la primera máquina braille alemana de hojas (para hojas de papel; de ahí el nombre) utilizable, por la que recibió el primer modelo de utilidad el 6 de mayo de 1901. En 1932, registró otros nueve modelos de utilidad.  La máquina mejorada tenía seis teclas con diferentes combinaciones de puntos pulsados que podían marcar una hoja de papel.
El 24 de abril de 1902 se casó con Margarete Charlotte Conrad, con la que tuvo tres hijos.
En 1910 desarrolló la primera grabadora de tiras braille alemana (conocida como Stenomaschine para abreviar, con para tiras de papel enrolladas como soporte). En 1912 (otras fuentes dicen 1910) Picht se convirtió en director del Provinzial-Blindenanstalt de Bydgoszcz, de 1920 a 1933 fue el director del Staatliche Blindenanstalt de Berlín-Steglitz. En 1924, fue el primer alemán en dar una conferencia radiofónica sobre los ciegos. Hizo filmar la primera película para ciegos, Unsere Blinden und ihre Welt. 
Tras su jubilación, vivió inicialmente en la Schloßstraße de Steglitz y se trasladó al hogar para ciegos de Potsdam-Rehbrücke a finales de 1944. Murió a la edad de 74 años. Se encuentra sepultado en el cementerio del municipio brandemburgués de Nuthetal, en el distrito de Bergholz-Rehbrücke, donde hoy sólo queda una lápida honorífica.
Entre el 5 y el 6 de junio de 2024, el busto de bronce de Oskar Picht, que desde 1999 se encontraba en el portal de entrada de la Escuela de Gramática Oskar Picht de Pasewalk, fue robado por ladrones de metal desconocidos.

## Premios y reconocimientos
- 1907. Medalla de oro en la exposición internacional de máquinas de escribir de Venecia[3]
- 1917. Cruz al Mérito por la Ayuda a los Ciegos en la Guerra[4]
- 1933. Miembro honorario de la Asociación de Ciegos de las provincias de Brandeburgo y Kurmark[1]
- 1999. Cambio de nombre de la escuela primaria de Pasewalk a Oskar-Picht-Gymnasium Pasewalk
- 2000. Creación del Premio Oskar Picht que se concede a los graduados de la escuela de gramática por sus destacados logros sociales y académicos.